# Décembre 1813
Cette page présente les faits marquants du mois de décembre 1813.

## Événements

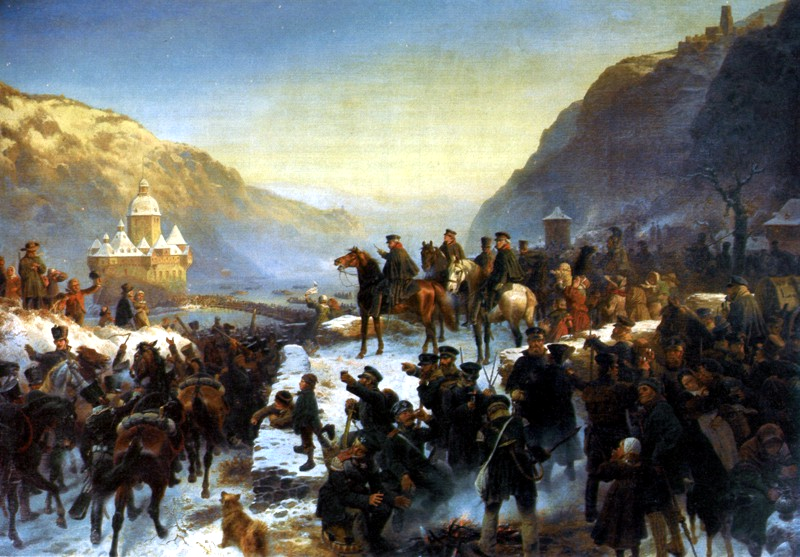
31 décembre : l'armée de Blücher est sur le Rhin.

- 2 décembre : Guillaume Ier d'Orange entre à Amsterdam. Il est acclamé comme prince souverain des Pays-Bas et prend les rênes du gouvernement le 6[1].

- 4 décembre : déclaration de Francfort. Les coalisés utilisent l’argument selon lequel ils font la guerre contre Napoléon et non pas contre la France[2].

- 6 décembre : Louis Joseph Gay-Lussac expose à l'Institut sa découverte de l'iode comme corps simple.

- 9 décembre :
  - Création des Éclaireurs de la Garde impériale
  - Bataille de Villefranque

- 10 décembre :
  - Débarquement britannique en Toscane[3].
  - Victoire danoise contre les russo-allemands à la bataille de Sehested[4].

- 10 - 13 décembre : défaite française à la bataille de la Nive[5].

- 11 décembre : par le Traité de Valençay, Napoléon Bonaparte rend le trône d'Espagne à Ferdinand VII[3]. 12 000 familles espagnoles collaboratrices partent en exil en France.

- 18 décembre : Davout évacue la population de Hambourg qui ne peut pas s'assurer six mois de subsistance[6]. La garnison française, retranchée dans la ville, résiste jusqu'en avril 1814.

- 19 décembre, Guerre de 1812 (États-Unis), Campagne du Niagara : les Britanniques capturent Fort Niagara.

- Nuit du 20 au 21 décembre : les alliés passent le Rhin à Bâle[7]. L'Armée de Bohême se divise : l'avant-garde marche vers Genève, le gros des troupes entre en Alsace[8].

- 23 décembre :
  - Les troupes autrichiennes entrent en Alsace.
  - Guerre Creek (États-Unis) : bataille d'Econochaca dans le comté de Lowndes. Les forces américaines détruisent le campement et les approvisionnements des Bâtons-Rouges.

- 23 - 24 décembre : victoire royaliste sur les patriotes mexicains à bataille de las Lomas de Santa María[9]. Les troupes espagnoles, libérées par les revers de Napoléon en Espagne, reprennent l’offensive au Mexique avec l’appui des créoles.

- 24 décembre : début du siège de Belfort qui va durer jusqu'au 12 avril 1814. Les troupes françaises sont sous les ordres du commandant Jean Legrand (1759-1824).

- 27 décembre : fusion des « Ancients » et des « Moderns » et création de la Grande Loge Unie des Anciens Francs-Maçons d’Angleterre[10].

- 29 décembre, France : rapport Lainé. Réveil des assemblées parlementaires.

- 30 décembre :
  - Guerre de 1812 (États-Unis), Campagne du Niagara : les troupes britanniques et leurs alliés indiens capturent d'abord le village de Black Rock, puis le reste de Buffalo, incendiant la majeure partie des deux cités[11],[12]. Cette déroute de l’armée américaine lui ferme la route du Canada.
  - Victoire des patriotes colombiens à la bataille du Alto Palacé[13], lors de la campagne de Nariño dans le sud.

- 31 décembre :
  - Restauration de la République de Genève[14].
  - France : ajournement du Corps législatif.

## Naissances
- 2 décembre : Matthias Alexander Castrén (mort en 1852), voyageur, ethnographe, philologue, linguiste et traducteur finlandais.
- 9 décembre : 
  - Alexandre Laemlein (mort le 27 avril 1871), peintre, graveur et lithographe français d'origine allemande
  - Thomas Andrews (mort le 26 novembre 1885), chimiste et physicien britannique
- 11 décembre : Frédéric de Chapeaurouge , sénateur de Hambourg et homme d'affaires allemand.
- 14 décembre : Léon Alègre, peintre, historien régionaliste et collectionneur français († 27 novembre 1884).
- 22 décembre : Jean-Jacques Bourrassé, zoologiste et archéologue français.

## Décès
- 9 décembre : François-Xavier Genet (né le 10 juin 1759), commandant de la place et de l’arrondissement militaire de Port fidèle

- 17 décembre : Antoine Parmentier (né en 1737), pharmacien, agronome, nutritionniste et hygiéniste français.
- 23 décembre : Esprit Antoine Gibelin, peintre et archéologue français (° 17 août 1739).